# حفیظه غایه ارکان
حفیظه غایه ارکان (زاده ۱۹۷۹) رئیس پیشین بانک مرکزی ترکیه است.  او همچنین رئیس پیشین بانک فرست ریپابلیک بوده و بعد از آن به عنوان یکی از اعضای هیئت مدیره این شرکت می شود. بعدها حفیظه مدیر عامل پیشین شرکت گری استون اند کو می شود و بعدها یک شرکت ملی مالی مستغلات مستقر در نیویورک که به صنعت مسکن سالمندان خدمات  رسانی می کرد. حفیظه همچنین عضو هیئت مدیره تیفانی اند کو و مسئول شرکت مارش اند مکلنن می شود.

## زندگی شخصی
ارکان در سال ۱۹۷۹ در استانبول متولد می شود. بعد از آن او در دوران کودکی اش اپرا می ساخت و بعد از آن آنان را به فروش می گذاشت.  بعدها ارکان پس از به پایان رساندن دبیرستانش در استانبول که به زبان‌های ترکی و آلمانی تحصیل می نمود، به عنوان دومین مدرسه، در سال ۱۹۹۷ و در رشته مهندسی صنایع از دانشگاه بوغازیچی قبول می شود و سپس او در سال ۲۰۰۱ به‌عنوان مدرک کارشناسی همان رشته فارغ‌التحصیل می شود. بعدها مدرک دکترایش را در زمینه تحقیقات عملیات و مهندسی مالی از دانشگاه پرینستون اخذ می نماید.